# 교황궁내원
교황궁내원(라틴어: Praefectura Pontificalis Domus)은 교황궁에 관련된 내부 질서를 돌보고, 교황 의전참사회(Cappella Pontificia)와 교황궁 근무자(Famiglia Pontioficaia)에 속한 모든 성직자들과 평신도들의 규율과 봉사에 관련된 일들을 지휘하며, 교황이 교황궁 안에 있거나 로마 시내 또는 이탈리아를 순회할 때 그를 시중드는 교황청의 기구이다. 즉 교황 알현 등을 비롯하여 비전례적인 모든 의전 절차를 관장하고 있다.
궁내원은 사도 궁전을 비롯한 교황궁과 카스텔간돌포에 있는 바르베리니 별장 등을 관리하고 있다.
현재 궁내원장은 2012년 12월 7일 임명된 게오르크 겐스바인 대주교이다.

## 역대 궁내원장
- 라파엘 메리 델 발 (1903-1904)
- 피에트로 가스파리 (1914-1918)
- 조반니 타치 포르첼리 (1918-1921)
- 마리오 나살리 로카 디 코르넬리아노 (1968–1969)
- 자크폴 마르탱 (1969–1986)
- 디노 몬두지 (1986–1998)
- 제임스 마이클 허비 (1998–2012)
- 게오르크 겐스바인 (2012-)